# Kardosné (királyi ágyas)
Kardosné (15. század – 16. század), I. (Szapolyai) János magyar király ágyasa.

## Élete
Szapolyai János ismeretlen családi és utónevű ágyasa. Csak a férje vezetékneve ismert. Az asszony Debrecenben élt. A viszonyuk még Szapolyai trónra lépése előtt kezdődött, de miután Szapolyai 1526-ban magyar király lett, a kapcsolatuk nem szakadt meg. Többször is meglátogatta a király Debrecenben, és addig az ágyasánál lakott. E házasságon kívüli viszonyukból gyermek nem született.

## Kardosné alakja a kultúrában
Kardosné és Szapolyai viszonyáról Jókai Mór is megemlékezett Fráter György című történelmi regényében.